# 曼奈
曼奈（1934年—），化名赞同志（សមមិត្តច័ន្ទ），是原红色高棉安全组织桑德巴尔的一名中尉。在1975年-1979年红色高棉执政期间，曼奈是S-21监狱的审讯负责人，协助康克由对成千名犯人进行审问、折磨，随后进行杀害。纳特·塞耶和弗朗索瓦·比佐都对他留下深刻的印象，说他是红色高棉有史以来最令人恐怖的人物。2009年7月14日，曼奈在柬埔寨法院特别法庭出庭作证。但他否认自己是红色高棉审讯及酷刑系统的领导者。